# Michelle Nikly
Michelle Nikly, née le 20 janvier 1946 à Constantine en Algérie, est une illustratrice, adaptatrice, traductrice, auteure et écrivaine française, notamment en littérature jeunesse.

## Biographie
Elle passe son enfance dans plusieurs pays du Maghreb. Elle étudie à l'École nationale supérieure des beaux-arts de Lyon. Dans les années 1970, elle commence sa carrière professionnelle dans la publicité. À partir de 1977, elle alterne les expériences en free-lance en tant qu'auteure, illustratrice, traductrice, adaptatrice. Elle publie et collabore avec plusieurs maisons d'éditions, notamment Gallimard, Ouest-France éditions, Nathan, Albin Michel, Nord-Sud. Ses premiers livres s'inspirent beaucoup des contes japonais.
Elle est l'épouse de l'illustrateur Jean Claverie avec lequel elle a deux enfants, Louis et François, nés respectivement en 1977 et 1982,,,,. Ils collaborent à plusieurs livres. 

## Distinctions
- 1991 : Elle obtient le Prix Sorcières, et le Prix des Libraires (Paris) pour L’Art du pot, avec Jean Claverie, chez Albin Michel Jeunesse

### En tant qu'auteure
- Le Village vert se rebiffe, et images de Jean Claverie ; préface de Brice Lalonde, Gallimard, 1978
- La Princesse sur une noix, ou le mariage problématique du fils de la princesse au pois, illustré par Jean Claverie, 1981
- Jeanne et les mots, illustré par Jean Claverie, 1985
- Les Lapins à lunettes, illustré par Philippe Pauzin,  Éditions Ouest-France, 1989
- L’art du pot, Michelle Nikly, illustré par Jean Claverie, Albin Michel Jeunesse, 1990
- L'art des bises, illustré par Jean Claverie, 1994
- Trois petits contes au théâtre : un livre pop-up, illustré par Jean Claverie, Albin Michel, 1996
- Le royaume des parfums, illustré par Jean Claverie 1997
- L’art de lire, illustré par Jean Claverie, Albin Michel Jeunesse, 2001

### En tant qu'auteure et illustratrice
- Les Trois Lutins, Nord-Sud, 1981
- Le Prunier, Albin Michel Jeunesse, 1982. Prix Loisirs Jeunes 1982
- La Lumière du Mont Fuji, conte d'inspiration japonaise, Albin Michel, en 1990
- Le Jardin des quatre saisons, Albin Michel Jeunesse, 2003

### En tant qu'illustratrice
- Le Japon des samouraïs et des robots, Laurence Ottenheimer, 1984, réédité en 1988 et 1996

### En tant que traductrice
- Les Thalers des étoiles, Frères Grimm, illustré par Eugen Sopko, Nord-Sud  1985
- Fables (1994) avec Michelle Nikly comme Traducteur
- The wind in the willows (2001) avec Michelle Nikly comme Traducteur
- Tales from Shakespeare (2005) avec Michelle Nikly comme Traducteur
- Richard Scarry's the animal's merry Christmas (2008) avec Michelle Nikly comme Traducteur
- Le labyrinthe vers la liberté, Delia Sherman, traduction Michelle Nikly, Hélium, 2014. Sélectionné pour le Prix Farniente 2016.
- Le chant de la Grande Rivière, T. Moorhouse, traduction Michelle Nikly, Hélium, 2013. Prix Libbylit 2014.
- Bonne Nuit, Charlotte Zolotow, traduction Michelle Nikly, BNF, 2015.